# Beta Trianguli Australis
Beta Trianguli Australis is een tweevoudige ster met een spectraalklasse van F1.V en M.V. De ster bevindt zich 40,37 lichtjaar van de zon.